# Calentador de cama

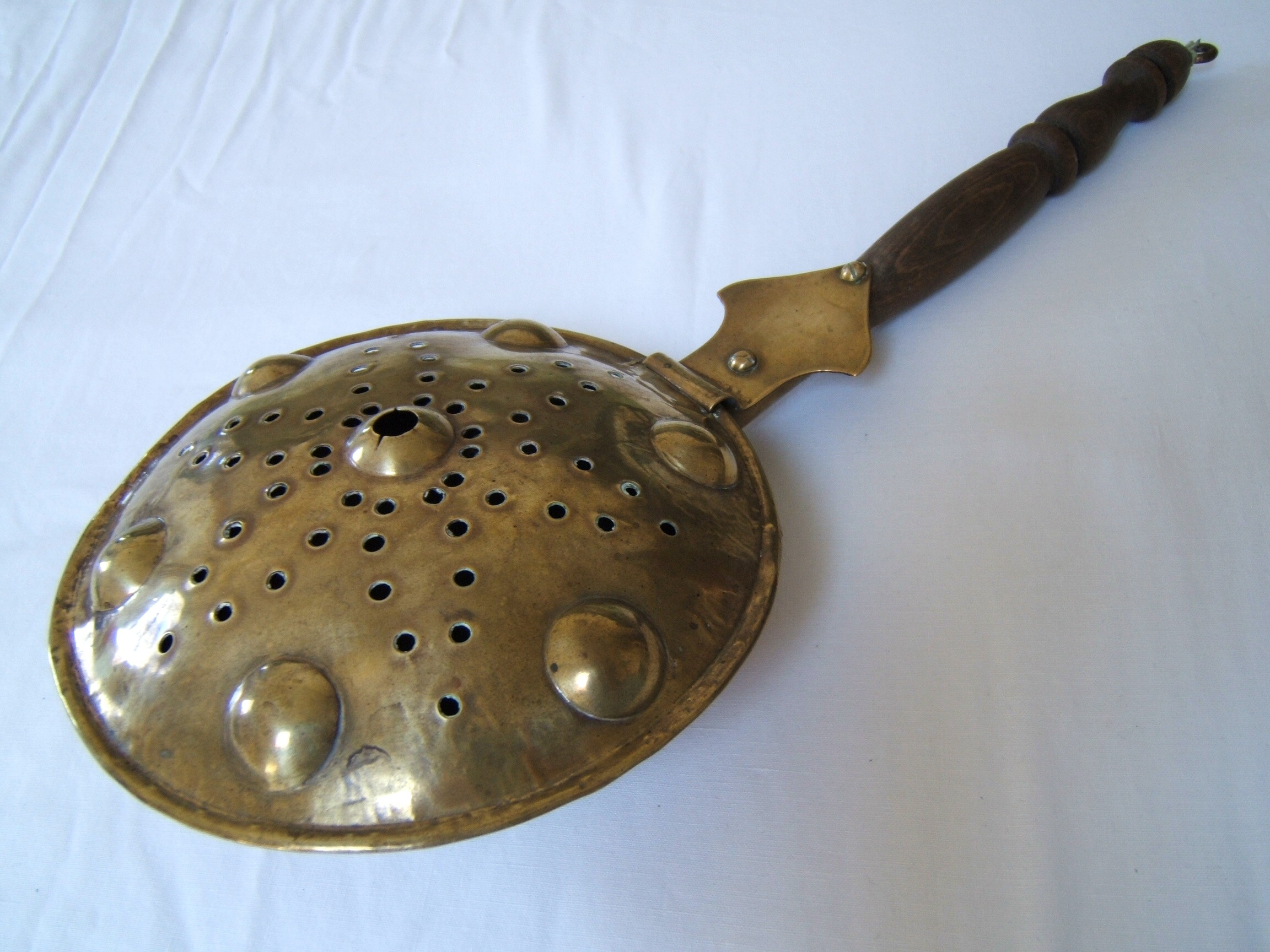
Calentador de cama.

El calentador de cama es un utensilio utilizado antiguamente en las casas de clima frío para calentar las camas. 
El calentador consistía en un recipiente similar a una sartén con una tapa con o sin perforaciones y un mango largo que se deslizaba entre las sábanas de las camas. Antes de la difusión de los sistemas de calefacción en los hogares no todas las habitaciones de la casa contaban con fuentes de calor. En particular, los dormitorios podían quedarse muy fríos por la noche durante los meses del invierno. Introducir el calentador dentro del lecho constituía una forma de mitigar la sensación de humedad y frío al irse a dormir. 
El recipiente estaba fabricado en cobre o latón siendo el mango bien metálico, bien de madera. En su interior se introducían las propias brasas de la cocina o a veces piedras calientes o ladrillos calentados al fuego. Es por ello que la ubicación habitual de los calentadores eran las inmediaciones de la chimenea, en donde se colgaban de la pared gracias a un agujero en el mango. 

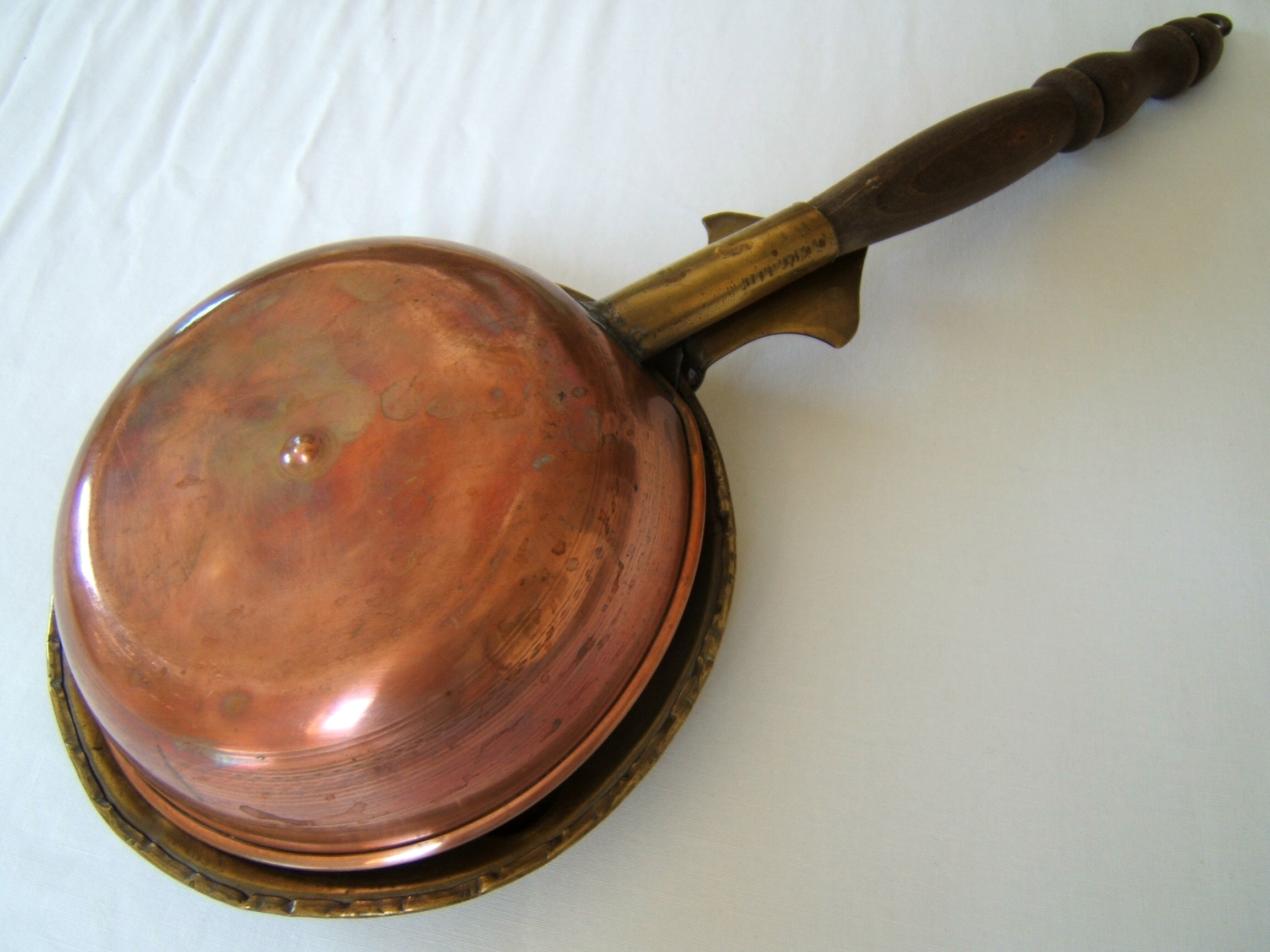
Calentador (lado inferior).

Los calentadores estaban diseñados para ser movidos en el interior de la cama para distribuir el calor por toda su superficie. Algunos ejemplares contaban con orificios en la tapa a través de los que dejaba escapar el calor. Otros eran completamente descubiertos con una estructura semicircular en su parte superior para alejar las brasas de la sábana. Su composición enteramente de metal hacía que el calor se trasmitiera uniformemente tanto a las sábanas bajeras como a las superiores. 
En el siglo XIX también se dieron los calentadores totalmente cerrados destinados a introducir agua caliente en su interior, que finalmente acabaron sustituidos por la bolsa de agua caliente de caucho. En la actualidad, se pueden encontrar en anticuarios y son habituales como elementos decorativos en casas de estilo rústico.